# Copa Mercosul de 2001
A Copa Mercosul 2001 foi a quarta e última edição do torneio de futebol realizado pela Confederação Sul-Americana de Futebol (CONMEBOL). O campeão da competição foi o San Lorenzo, da Argentina, após bater o Flamengo, do Brasil, na final, tornando-se o único clube não-brasileiro a vencer a competição.

## Fórmula de disputa
Os vinte clubes foram divididos em cinco grupos. Na primeira fase os clube se enfrentavam dentro dos seus grupos com jogos de ida e volta. Os primeiros colocados, juntamente com os três melhores segundos colocados de cada grupo passavam à próxima fase (quartas de final), quando mais uma vez enfrentavam-se em jogos de ida e volta, porém de forma eliminatória. O mesmo aplicava-se à semifinal. A final tinha a particularidade de ter um jogo desempate caso cada um ganhasse um jogo (empate duplo resultaria em disputa de penalidades), independentemente do somatório de gols.

## Transmissão
Rede Globo e Rede Bandeirantes em canal aberto e pela PSN em canal fechado.

## Classificação

### Grupo 1
| Classificação - Chave 1 | Classificação - Chave 1 | Classificação - Chave 1 | Classificação - Chave 1 | Classificação - Chave 1 | Classificação - Chave 1 | Classificação - Chave 1 | Classificação - Chave 1 | Classificação - Chave 1 | Classificação - Chave 1 |
| Time | Time                    | PG                      | J                       | V                       | E                       | D                       | GP                      | GC                      |                         |
| --- | ----------------------- | ----------------------- | ----------------------- | ----------------------- | ----------------------- | ----------------------- | ----------------------- | ----------------------- | ----------------------- |
| 1 | Cerro Porteño           | 10                      | 6                       | 3                       | 1                       | 2                       | 8                       | 6                       |                         |
| 2 | Universidad Católica    | 9                       | 6                       | 3                       | 0                       | 3                       | 8                       | 9                       |                         |
| 3 | Vasco da Gama           | 8                       | 6                       | 2                       | 2                       | 2                       | 11                      | 11                      |                         |
| 4 | Boca Juniors            | 6                       | 6                       | 1                       | 3                       | 2                       | 9                       | 10                      |                         |
| PG - pontos ganhos; J - jogos; V - vitórias; E - empates; D - derrotas; GP - gols pró; GC - gols contra; SG - saldo de gols |                         |                         |                         |                         |                         |                         |                         |                         |                         |

### Grupo 2
| Classificação - Chave 2 | Classificação - Chave 2 | Classificação - Chave 2 | Classificação - Chave 2 | Classificação - Chave 2 | Classificação - Chave 2 | Classificação - Chave 2 | Classificação - Chave 2 | Classificação - Chave 2 | Classificação - Chave 2 |
| Time | Time                    | PG                      | J                       | V                       | E                       | D                       | GP                      | GC                      |                         |
| --- | ----------------------- | ----------------------- | ----------------------- | ----------------------- | ----------------------- | ----------------------- | ----------------------- | ----------------------- | ----------------------- |
| 1 | Flamengo                | 15                      | 6                       | 5                       | 0                       | 1                       | 11                      | 6                       |                         |
| 2 | San Lorenzo             | 10                      | 6                       | 3                       | 1                       | 2                       | 9                       | 4                       |                         |
| 3 | Nacional                | 10                      | 6                       | 3                       | 1                       | 2                       | 8                       | 5                       |                         |
| 4 | Olímpia                 | 0                       | 6                       | 0                       | 0                       | 6                       | 9                       | 13                      |                         |
| PG - pontos ganhos; J - jogos; V - vitórias; E - empates; D - derrotas; GP - gols pró; GC - gols contra; SG - saldo de gols |                         |                         |                         |                         |                         |                         |                         |                         |                         |

### Grupo 3
| Classificação - Chave 3 | Classificação - Chave 3 | Classificação - Chave 3 | Classificação - Chave 3 | Classificação - Chave 3 | Classificação - Chave 3 | Classificação - Chave 3 | Classificação - Chave 3 | Classificação - Chave 3 | Classificação - Chave 3 |
| Time | Time                    | PG                      | J                       | V                       | E                       | D                       | GP                      | GC                      |                         |
| --- | ----------------------- | ----------------------- | ----------------------- | ----------------------- | ----------------------- | ----------------------- | ----------------------- | ----------------------- | ----------------------- |
| 1 | Corinthians             | 10                      | 6                       | 3                       | 1                       | 2                       | 8                       | 6                       |                         |
| 2 | Independiente           | 9                       | 6                       | 3                       | 0                       | 3                       | 8                       | 8                       |                         |
| 3 | Cruzeiro                | 8                       | 6                       | 2                       | 2                       | 2                       | 9                       | 8                       |                         |
| 4 | Colo-Colo               | 6                       | 6                       | 1                       | 3                       | 2                       | 3                       | 6                       |                         |
| PG - pontos ganhos; J - jogos; V - vitórias; E - empates; D - derrotas; GP - gols pró; GC - gols contra; SG - saldo de gols |                         |                         |                         |                         |                         |                         |                         |                         |                         |

### Grupo 4
| Classificação - Chave 1 | Classificação - Chave 1 | Classificação - Chave 1 | Classificação - Chave 1 | Classificação - Chave 1 | Classificação - Chave 1 | Classificação - Chave 1 | Classificação - Chave 1 | Classificação - Chave 1 | Classificação - Chave 1 |
| Time | Time                    | PG                      | J                       | V                       | E                       | D                       | GP                      | GC                      |                         |
| --- | ----------------------- | ----------------------- | ----------------------- | ----------------------- | ----------------------- | ----------------------- | ----------------------- | ----------------------- | ----------------------- |
| 1 | Talleres                | 10                      | 6                       | 2                       | 4                       | 0                       | 10                      | 5                       |                         |
| 2 | Vélez Sarsfield         | 8                       | 6                       | 2                       | 2                       | 2                       | 12                      | 11                      |                         |
| 3 | São Paulo               | 7                       | 6                       | 1                       | 4                       | 1                       | 7                       | 6                       |                         |
| 4 | Peñarol                 | 5                       | 6                       | 1                       | 2                       | 3                       | 5                       | 12                      |                         |
| PG - pontos ganhos; J - jogos; V - vitórias; E - empates; D - derrotas; GP - gols pró; GC - gols contra; SG - saldo de gols |                         |                         |                         |                         |                         |                         |                         |                         |                         |

### Grupo 5
| Classificação - Chave 1 | Classificação - Chave 1 | Classificação - Chave 1 | Classificação - Chave 1 | Classificação - Chave 1 | Classificação - Chave 1 | Classificação - Chave 1 | Classificação - Chave 1 | Classificação - Chave 1 | Classificação - Chave 1 |
| Time | Time                    | PG                      | J                       | V                       | E                       | D                       | GP                      | GC                      |                         |
| --- | ----------------------- | ----------------------- | ----------------------- | ----------------------- | ----------------------- | ----------------------- | ----------------------- | ----------------------- | ----------------------- |
| 1 | Grêmio                  | 14                      | 6                       | 4                       | 2                       | 0                       | 11                      | 4                       |                         |
| 2 | River Plate             | 8                       | 6                       | 2                       | 2                       | 2                       | 13                      | 10                      |                         |
| 3 | Palmeiras               | 6                       | 6                       | 1                       | 3                       | 2                       | 11                      | 10                      |                         |
| 4 | Universidad de Chile    | 4                       | 6                       | 1                       | 1                       | 4                       | 3                       | 14                      |                         |
| PG - pontos ganhos; J - jogos; V - vitórias; E - empates; D - derrotas; GP - gols pró; GC - gols contra; SG - saldo de gols |                         |                         |                         |                         |                         |                         |                         |                         |                         |

## Confrontos da 2ª fase
|  | Quartas de final | Quartas de final | Quartas de final | Quartas de final |                      |             | Semifinais | Semifinais | Semifinais |  |             | Final | Final | Final |
|  |                  |                  |                  |                  |                      |             |            |            |            |  |             |       |       |       |
|  | 1                | San Lorenzo      | 4                | 2                |                      |             |            |            |            |  |             |       |       |       |
|  | 8                | Cerro Porteño    | 2                | 1                |                      |             |            |            |            |  |             |       |       |       |
|  | 8                | Cerro Porteño    | 2                | 1                |                      | Corinthians | 2          | 1          |            |  |             |       |       |       |
|  |                  |                  |                  |                  |                      | Corinthians | 2          | 1          |            |  |             |       |       |       |
|  |                  | San Lorenzo      | 1                | 4                |                      |             |            |            |            |  |             |       |       |       |
|  | 4                | San Lorenzo      | 1                | 4                | Universidad Católica | 2           | 0          |            |            |  |             |       |       |       |
|  | 4                |                  |                  |                  | Universidad Católica | 2           | 0          |            |            |  |             |       |       |       |
|  | 5                | Corinthians      | 1                | 2                |                      |             |            |            |            |  |             |       |       |       |
|  | 5                | Corinthians      | 1                | 2                |                      |             |            |            |            |  | San Lorenzo | 0     | 1(4)  |       |
|  |                  |                  |                  |                  |                      |             |            |            |            |  | San Lorenzo | 0     | 1(4)  |       |
|  |                  | Flamengo         | 0                | 1(3)             |                      |             |            |            |            |  |             |       |       |       |
|  | 3                | Flamengo         | 0                | 1(3)             | Independiente        | 0           | 0          |            |            |  |             |       |       |       |
|  | 3                |                  |                  |                  | Independiente        | 0           | 0          |            |            |  |             |       |       |       |
|  | 6                | Flamengo         | 0                | 4                |                      |             |            |            |            |  |             |       |       |       |
|  | 6                | Flamengo         | 0                | 4                |                      | Grêmio      | 2          | 0(2)       |            |  |             |       |       |       |
|  |                  |                  |                  |                  |                      | Grêmio      | 2          | 0(2)       |            |  |             |       |       |       |
|  |                  | Flamengo         | 2                | 0(4)             |                      |             |            |            |            |  |             |       |       |       |
|  | 2                | Flamengo         | 2                | 0(4)             | Grêmio               | 0           | 2          |            |            |  |             |       |       |       |
|  | 2                |                  |                  |                  | Grêmio               | 0           | 2          |            |            |  |             |       |       |       |
|  | 7                | Talleres         | 0                | 0                |                      |             |            |            |            |  |             |       |       |       |
|  | 7                | Talleres         | 0                | 0                |                      |             |            |            |            |  |             |       |       |       |

### Semifinais
Partidas de ida
| 21 de novembro | Corinthians              | 2 – 1 | San Lorenzo        | Pacaembu, São Paulo         |
| 21:30          | Scheidt 64' · Luizão 78' |       | Bernardo Romeo 15' | Árbitro: CHI Carlos Chandia |

| 22 de novembro | Flamengo           | 2 – 2 | Grêmio                                | Maracanã, Rio de Janeiro      |
| 21:45          | Juan 5' · Beto 20' |       | Anderson Polga 32' · Fábio Baiano 81' | Árbitro: ARG Horacio Elizondo |

Partidas de volta
| 28 de novembro | San Lorenzo                                                        | 4 – 1 | Corinthians | Estádio Nuevo Gasómetro, Buenos Aires, Argentina |
| 21:30          | Bernardo Romeo 36', 90+1' · Lucas Pusineri 54' · Ângelo 67' (g.c.) |       | Luizão 77'  | Árbitro: PAR Carlos Manuel Torres                |

| 29 de novembro | Grêmio | 0 – 0 | Flamengo | Estádio Olímpico, Porto Alegre |
| 21:45          |        |       |          | Árbitro: COL Óscar Ruiz        |

|                                       |       | Penalidades                 |  |
| Zinho Anderson Polga Roger Luís Mário | 2 – 4 | Petković Reinaldo Juan Beto |  |

### Final
| 12 de dezembro | Flamengo | 0 – 0 | San Lorenzo | Estádio do Maracanã, Rio de Janeiro |
| 21:45          |          |       |             | Árbitro: PAR Epifanio González      |

A partida de volta estava originalmente marcada para o dia 19 de dezembro de 2001, mas foi cancelada pela AFA por alegação de falta de segurança em razão da onda de protestos gerada pelo estado de sítio decretado pelo governo argentino como medida para conter a crise econômica no país, o que levou a renúncia do então presidente Fernando de la Rúa. Posteriormente, a partida foi remarcada para janeiro de 2002.
| 24 de janeiro de 2002 | San Lorenzo         | 1 – 1 | Flamengo    | Estádio Nuevo Gasómetro, Buenos Aires, Argentina |
| 21:45                 | Leandro Machado 11' |       | Estévez 67' | Árbitro: COL Óscar Ruiz                          |

|                                                          |       | Penalidades                                |  |
| Acosta Serrizuela Leandro Romagnoli Pusineri Saja Capria | 4 – 3 | Juan Petković Andrezinho Cássio Edson Roma |  |

## Premiação
| Copa Mercosul de 2001           |
| ------------------------------- |
| SAN LORENZO Campeão (1º título) |